# Hannah Fury
Pour les articles homonymes, voir Fury.
 (juin 2015).
Hannah Fury est une compositrice et une chanteuse américaine.

## Discographie
- Soul Poison (1998)
- The Thing That Feels (2000)
- Meathook (2001)
- I Can't Let You In (2003)
- Subterfuge (2006)
- Through the Gash (2007)